# Life - Part 3
Life - Part 3 er en kortfilm fra 1993 instrueret af Hans Fabian Wullenweber efter eget manuskript.

## Handling
En novellefilm om den 24-årige Lars, hvis liv ikke hænger sammen.